# Monochelus lineatus
Monochelus lineatus är en skalbaggsart som beskrevs av Hermann Burmeister 1855. Monochelus lineatus ingår i släktet Monochelus och familjen Melolonthidae. Inga underarter finns listade i Catalogue of Life.